# آرثر أندرو هاميلتون
آرثر أندرو هاميلتون (بالإنجليزية: Arthur Andrew Hamilton)‏ هو عالم نبات أسترالي، ولد في 1855، وتوفي في 1929.